# Hennenman
Henneman este un oraș din provincia Free State, Africa de Sud.